# Рекунівка
Рекуні́вка — село в Україні, у Нехворощанській сільській громаді Полтавського району Полтавської області. Населення становить 62 осіб.

## Географія
Село Рекунівка знаходиться на лівому березі річки Маячка, вище за течією на відстані 2 км розташоване село Райдужне, нижче за течією на відстані 4 км розташоване село Лівенське. Річка в цьому місці пересихає, на ній зроблена велика загата.